# Wereld Normalisatiedag
De Wereld Normalisatiedag (Engels: World Standards Day) wordt jaarlijks op 14 oktober gevierd ter ere van alle mensen die zich wereldwijd bezighouden met normalisatie ten behoeve van fabrikanten, consumenten, leveranciers, overheden, brancheorganisaties, adviesinstellingen en dergelijke.
Het IEC (International Electrotechnical Commission), het ISO (International Organization for Standardization) en ITU (International Telecommunication Union) zijn de drie mondiale organisatoren.
Sinds 1998 wordt deze themadag georganiseerd.
- 1998 - Standards in daily life - Normen in het dagelijks leven
- 1999 - Building on Standards - Voortbouwend op normen
- 2000 - Harmony for Prosperity - Harmonie voor welvaart
- 2001 - Environment - Milieu
- 2002 - Standards and conformity assessment - Normen en conformiteitsbeoordeling
- 2003 - Information and communication technologies - Informatie en communicatietechnologie
- 2004 - Standards connect the world - Normen verbinden de wereld
- 2005 - Standards for a safer world - Normen voor een veiliger wereld
- 2006 - Standardization and small business - Normalisatie en kleine bedrijven
- 2007 - Standards and the citizen: Contributing to society - Normen en de burger: dragen bij aan de samenleving
- 2008 - Intelligent and sustainable buildings - Duurzame en “intelligente” gebouwen
- 2009 - Tackling climate change through standards - Klimaatverandering aanpakken met behulp van normen
- 2010 - Standards make the world accessible for all - Normen maken de wereld voor iedereen toegankelijk
- 2011 - International standards – Creating confidence globally - Internationale normen creëren een wereldwijd vertrouwen
- 2012 - Less waste, better results - Standards increase efficiency - Minder afval, betere resultaten, Normen verhogen de efficiëntie
- 2013 - International standards ensure positive change - Internationale normen zijn goed voor positieve veranderingen